# Чапаевка (Молдова)
Чапаевка (рум. Ceapaevca) — село в Дрокиевском районе Молдавии. Наряду с сёлами Старые Шальвиры и Ильичёвка входит в состав коммуны Старые Шальвиры.

## География
Село расположено на высоте 152 метров над уровнем моря.

## Население
По данным переписи населения 2004 года, в селе Чапаевка проживает 338 человек (180 мужчин, 158 женщин).
Этнический состав села:
| Национальность | Число жителей | Процентный состав |
| -------------- | ------------- | ----------------- |
| украинцы       | 274           | 81.07             |
| молдаване      | 61            | 18.05             |
| русские        | 1             | 0.3               |
| евреи          | 1             | 0.3               |
| прочие         | 1             | 0.3               |
| Всего          | 338           | 100%              |